# Rabo de Peixe (Fernsehserie)
Rabo de Peixe ist eine portugiesische Drama-Fernsehserie, die von Augusto Fraga entwickelt und geschrieben, von UKBAR Filmes produziert und von Tiago Guedes inszeniert wurde.
Sie wurde am 26. Mai 2023 auf der Streaming-Plattform Netflix uraufgeführt. Die Serie erreichte am 29. Mai 2023 Platz 10 in den weltweiten Top Views von Netflix und am 30. Mai 2023 Platz 7 in den Top 10 in 33 Ländern.

## Zusammenfassung
Die Geschichte spielt in dem azoreanischen Dorf Rabo de Peixe, als eine Tonne Kokain an Land geht und das Leben der Einwohner völlig verändert. Eduardo, ein junger Fischer, und seine Freunde beginnen, das Kokain zu verkaufen. Aber eine Tonne Kokain bleibt nicht unbemerkt, und unsere Protagonisten müssen sich in einem gefährlichen Abenteuer ohne Wiederkehr den Besitzern dieser Droge, der Polizei und einer Reihe von unberechenbaren Charakteren stellen.

## Geschichte hinter der Serie
Die Serie Rabo de Peixe (auf Englisch: Turn of the Tide) basiert auf einer wahren Geschichte. Im Jahr 2001 wurde in Rabo de Peixe tatsächlich eine große Menge Kokain angeschwemmt. Viele Dorfbewohner beschlossen, mit der Droge zu experimentieren. Da sie nicht allzu sehr daran gewöhnt waren und das Kokain sehr rein war, landete eine beträchtliche Anzahl von ihnen mit einer Überdosis im Krankenhaus, einige andere starben sogar. Wieder andere verkauften das Zeug für 25 Euro pro volles Bierglas. Ein Schnäppchen. Leider hat die Affäre ihre Spuren hinterlassen; viele Einwohner von Rabo de Peixe sind immer noch süchtig.

## Besetzung

### Hauptdarsteller[5]
- José Condessa als Eduardo
- Helena Caldeira als Sílvia
- André Leitão als Carlos
- Rodrigo Tomás als Rafael
- Maria João Bastos als der Inspektor
- Albano Jerónimo als Arruba
- Afonso Pimentel als Ian
- Kelly Bailey als Bruna
- Pêpê Rapazote als Onkel Joe
- Francesco Acquaroli als Monti
- Adriano Carvalho als Jeremiah
- Marcantonio Del Carlo als Francesco Bonino

### Wiederkehrende Rollen
- Dinarte de Freitas als Zé do Frango
- Salvador Martinha als Estagiário
- João Pedro Vaz als Schmalz
- Luísa Cruz als Valentina
- David Medeiros als Lavrador
- Miguel Damião als Vater Antonio
- Benedita Pereira als Elvira
- Romeu Bairos als Sandro G
- Rafael Morais als Morcela
- José Medeiros als Häftling
- Daniela Ruah als Fátima
- Tomás Furtado de Melo als Polizeibeamter #1
- Keven Santos als Polizeibeamter #2
- Luís Henrique Matos als Marcelino
- Frederico Amaral als Ferrugem
- Maria João Falcão als Gisela
- Ana Lopes als die Reporterin
- Nelson Cabral als der Hotelangestellte

## Episoden
1. Der Sturm
2. Angebot und Nachfrage
3. Die Erde bebt
4. Schweigen ist Gold
5. Von einer Insel entkommt niemand
6. Schwanengesang
7. Das ist nicht Amerika